# The Wanton Bishops
Pour les articles homonymes, voir Bishop.
The Wanton Bishops est un groupe libanais  de rock et blues rock, originaire de Beyrouth. Il est formé par Nader Mansour (voix, guitare, harmonica, clavier) et Eddy Ghossein (guitare, chœurs, banjo). Ils chantent en anglais depuis leur premier EP, Bad Ryhme, paru en 2012, mais incluent dans leur second album paru en 2016, Nowhere Everwhere, la langue arabe à leurs chansons, comme dans le titre Waslaha. 
Le nom du groupe peut être traduit par « Les évêques dévergondés ». Le groupe commence à se produire sous un label indépendant, avant de signer avec le promoteur de jeunes talents Keeward, qui leur permet de sortir un EP en 2012. Ils sont vite reconnus au sein de la scène rock libanaise, avant d'entamer des tournées en Europe et en Afrique du Nord. Ils donnent des concerts en France à diverses occasions, participant à des festivals tels que Le Chien à Plumes en 2016, Décibulles en 2016 ou encore Au fil du son en 2017 . 

## Histoire

### Origines
Nader Mansour (né en 1983) et Eddy Ghossein (né en 1984) sont nés et ont grandi au Liban. Tous deux sont diplômés de lycées libanais et ont poursuivi leurs études en économie et en finance, tout en maintenant leur présence sur la scène musicale libanaise en jouant dans des groupes locaux. Après le lycée, Nader Mansour se rend à Paris et obtient un diplôme en finance de la PSB Paris School of Business. Il décide alors de changer de carrière et de s'inscrire au Centre d'informations musicales, et s'adonne pleinement à sa passion. De son côté, Edyy Ghossein est resté à Beyrouth et a obtenu un diplôme en économie de l’Université Saint-Joseph de Beyrouth. Peu de temps après avoir obtenu son diplôme, il travaille dans le secteur bancaire, avant de rencontrer Nader Mansour devant un célèbre bar de blues « Bar Louie » à Beyrouth, et de l'aider alors que ce dernier était pris dans une bagarre. Après cette histoire, les deux se lient d'amitié, et ont mis en commun leur passion pour la musique blues rock pour donner naissance aux Wanton Bishops.

### Carrière
Eddy Ghossein est embauché en tant que guitariste du groupe de reprises de musiques blues de Nader Mansour, Funky Nad, « Nad » étant l'abréviation du prénom de Mansour. Les reprises incluaient des morceaux de grands classique du genre, tels que Muddy Waters, Junior Kimbrough ou R. L. Burnside. Pendant un an et demi, ils ont joué dans des salles locales en tant que groupe de reprises et ont finalement décidé travailler leurs propres chansons. « J'écrivais des choses - principalement inutiles et sans signification », déclare Mansour au magazine Rolling Stone en 2013. « Mais quand Eddy est arrivé, j'ai décidé que c'était le mec. C'est à ce moment-là que ça a pris forme. » 
Le duo commence donc à travailler sur certaines des chansons originales de Mansour, qu'il avait écrites pendant son séjour à Paris, en essayant de trouver un terrain d'entente entre le rock anglais de Ghossein et l'inspiration du Chicago blues de Mansour. L'année 2011 s'est terminée avec la sortie de leur premier EP Bad Rhyme. L'EP, un compromis entre les sons acoustiques et électriques, entre le garage rock et le blues, permet d'établir quelques comparaisons avec les Black Keys. En effet, Mansour et Ghossein affirment tous deux s'inspirer des Black Keys, ainsi que du Black Rebel Motorcycle Club.
La renommée du duo dépasse rapidement les frontières du Liban, où ils firent succès très vite. Les médias en Jordanie, en France, à Dubaï et en Turquie, entre autres, ont commencé à suivre le groupe, et les Wanton Bishops commencent à se produire à l'international. À la fin de l'année 2012, le duo ajoute quelques morceaux à son répertoire et sort son premier album, Sleep with the Lights On, qui est également le nom de leur plus célèbre single à ce jour. L'album leur a valu une tournée en Turquie dans deux villes en mars 2013, qui se solde par des critiques très positives de la part des médias turcs. La même année, ils font l'objet d'un documentaire réalisé par Red Bull, distribué sur le site internet de la marque, dans lequel ils racontent leur histoire au cours de leur première tournée aux États-Unis, « dans les villes où leur son est né ».
Ils se produisent régulièrement en France, majoritairement dans les festivals, par exemple : Le Jardin du Michel (édition de 2015), Printemps de Bourges (édition de 2015), Les Primeurs de Massy (édition de 2015), Le Grand Unisson (édition de 2015), Au Pont du Rock (édition de 2015), Guitare en scène (édition de 2015), MaMa Event (édition de 2015), Les Rendez-vous soniques (édition de 2015), Le Chien à Plumes (édition de 2016), Décibulles (édition de 2016), Solidays (édition de 2016), et Au fil du son (édition de 2017). Ils se sont également produit sur le plateau de l'émission Quotidien, le 16 novembre 2016, pour interpréter le titre I Don't Dance issu de leur dernier album. Cependant, ils disent avoir des problèmes pour venir en Europe de l'Ouest, ayant des difficultés à faire valider leurs visas : « Nous travaillons avec notre management sur des dates de festivals. Nous avons été bookés pour Londres, mais notre visa nous a été refusé. C’est notre plus gros problème. Pour deux gars du Liban, dont l’un avec un nom un peu arabe, c’est pas évident ».

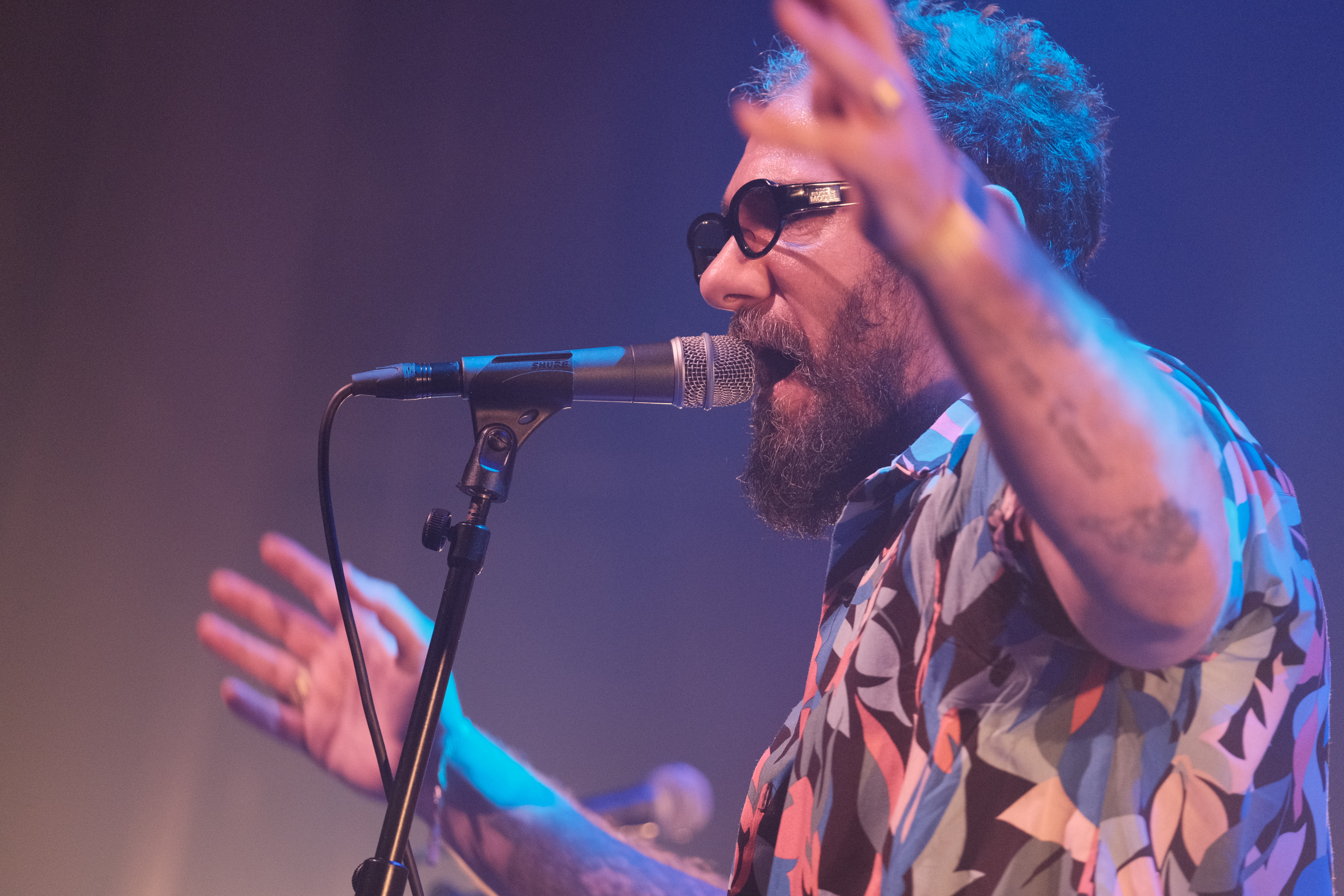
Nader Mansour en Janvier 2025 à Paris au Café de la Danse

 Leur dernier Album, Under The Sun, sorti en novembre 2023, est une exploration de l'identité et une lettre d'amour à  Beyrouth. Il capture le parcours kaléidoscopique de Nader Mansour à travers un mélange d'influences musicales : un blues-rock intense avec des touches de psychédélisme, de surf-rock, de musique électronique, ainsi que des sonorités libanaises. « C'est du rock libanais », explique-t-il, « un nouveau genre, une feuille de route pour la musique future. Ce n'est pas de la fusion, c'est de la confusion ; ce n'est pas de la musique du monde, c'est du rock venu du monde, pour le monde. »
En décembre 2023 dans la chronique « Le Choix musical de RFI », Olivier Rogez dit à propos de ce nouvel album qu'il reflète la colère et l'espoir des Libanais face à une situation politique et sociale dramatique. Porté par la voix puissante de Nader Mansour, il dénonce la manipulation politique tout en transformant le désespoir en moteur de changement. Des morceaux comme Beirut et Do What You're Told témoignent de l'engagement de l'artiste, tandis que We Are One propose une transe électrospirituelle pour briser l'individualisme.
Le groupe entame une tournée européenne en janvier 2025, qui les mène dans des villes comme Paris, Berlin, Londres, Hambourg, Prague, Vienne et Zurich.

## Thèmes
Les paroles du groupes tournent autour de sujets simples tels que l'amour, l'argent, les difficultés ou encore la solitude.

## Membres
- Nader Mansour — voix, guitare, clavier, harmonica (depuis 2010)
- Eddy Ghossein — guitare, chœurs, banjo (2010-2016)